# Олемік Томмессен
Олаф Майкл «Олемік» Томмессен (нар. 18 квітня 1956; Ліллегаммер) — норвезький політик, член Консервативної партії та президент Стортингу з 8 жовтня 2013 року до 15 березня 2018 року.
8 березня 2018 року оголосив, що піде у відставку через суперечки навколо проекту будівництва нового входу в гараж для Стортинг. Щодо проекту були прийняті сумнівні рішення, Томмессен визнав свою загальну відповідальність і заявив, що відмовиться від посади.
Обраний до парламенту Норвегії від Оппланду в 2001 році і був переобраний двічі. Раніше він обіймав посаду заступника представника протягом 1993—1997 років.
Томмессен був членом муніципальної ради Ліллехаммера з 1987 по 1995 рік.
23 серпня 2019 був нагороджений орденом князя Ярослава Мудрого ІІ ступеня.